# Băjești (okręg Ardżesz)
Băjești – wieś w Rumunii, w okręgu Ardżesz, w gminie Bălilești. W 2011 roku liczyła 1103 mieszkańców.